# Otisville (Míchigan)
Otisville es una villa ubicada en el condado de Genesee, Míchigan, Estados Unidos. Tiene una población estimada, a mediados de 2021, de 814 habitantes.

## Geografía
La localidad está ubicada en las coordenadas 43°9′55″N 83°31′31″O / 43.16528, -83.52528. Según la Oficina del Censo de los Estados Unidos, Otisville tiene una superficie total de 2.52 km², de la cual 2.28 km² corresponden a tierra firme y 0.24 km² son agua.

## Demografía
Según el censo de 2020, en ese momento había 819 personas residiendo en Otisville. La densidad de población era de 359.21 hab./km². El 91.09% de los habitantes eran blancos, el 0.12% era afroamericano, el 0.85% eran amerindios, el 0.37% eran asiáticos, el 0.85% eran de otras razas y el 6.72% son de una mezcla de razas. Del total de la población, el 3.79% eran hispanos o latinos de cualquier raza.